# Expendables 4
Pour les articles homonymes, voir The Expendables.
Série Expendables
Expendables 3
(2014)
Pour plus de détails, voir Fiche technique et Distribution.
Expendables 4 ou Les Sacrifiés 4 au Québec (The Expendables 4) est un film d'action américain réalisé par Scott Waugh et sorti en 2023.
Il s'agit du quatrième opus de la saga Expendables. Il reçoit à sa sortie des critiques très négatives et un échec commercial au box-office.

## Synopsis
Les Expendables sont envoyés en Libye pour empêcher le mercenaire Suarto Rahmat de voler des têtes nucléaires pour le compte d'un mystérieux terroriste nommé Ocelot, que Barney Ross n'avait pas réussi à appréhender 25 ans auparavant. Barney mène donc son équipe, composée des membres habituels (Lee Christmas, Toll Road et Gunner Jensen), avec de nouveaux venus comme Easy Day et Galan, le fils de Galgo. Cependant, ils sont mis hors d'état de nuire lorsque tous leurs véhicules sont détruits lors de la lutte qui s'ensuit. Lorsque Rahmat abat leur avion, l'équipe trouve le corps brûlé de Barney dans les décombres, identifié par sa bague.
Lors des funérailles de Barney à La Nouvelle-Orléans, l'équipe est rejointe par Marsh, nouvel agent de liaison de la CIA auprès des Expendables. Ce dernier leur révèle qu'ils vont partir à la poursuite d'Ocelot et de Rahmat, mais sans Christmas. Marsh lui reproche en effet d'avoir compromis la mission en essayant de sauver Barney. Il est remplacé par Gina, son ancienne amante, qui amène également une nouvelle venue, Lash. L'équipe se rend en Asie, secrètement suivie par Lee Christmas, qui avait glissé un dispositif dans son couteau offert à Gina.
La mort de Barney a ouvert un dossier scellé qui indique qu'il y a un témoin oculaire qui pourrait identifier Ocelot. Ce dernier prévoit de provoquer la Troisième Guerre mondiale en laissant exploser les têtes nucléaires dans l'Extrême-Orient russe, en les transportant sur un navire déguisé en porte-avions américain. Alors que les Expendables et Marsh montent à bord du navire, ils sont pris en embuscade et détenus en otage. Marsh est emmené pour négocier un échange de prisonniers contre le témoin.
Pendant ce temps, Lee Christmas se rend en Thaïlande pour recruter l'ancien Expendable Decha, dont Barney disait le plus grand bien. Mais il s'est désormais tourné vers le pacifisme. Par respect pour Barney et pour le venger, il accepte de le conduire avec son petit rafiot.
Christmas s'infiltre à bord du navire tenu par les hommes de Rahmat. Peu après, Decha change d'avis et l'aide à sauver le reste de l'équipe. Ils lancent une attaque intense. Christmas affronte Rahmat en corps à corps et le tue. Cependant, Toll Road est gravement blessé et a besoin de soins médicaux immédiats.
Lors de l'échange de prisonniers, il est révélé que Marsh est Ocelot et qu'il espère tirer profit de cette Troisième Guerre mondiale. Alors que l'équipe part sur le bateau de Decha pour sauver Toll, Christmas reste derrière pour faire demi-tour et se sacrifier, comme l'avait fait Barney, pour éviter un conflit mondial. Il affronte Marsh, qui est étonnamment tué par une personne arrivant en hélicoptère. Lee Christmas découvre avec surprise qu'il s'agit de Barney. Une fois qu'ils sont tirés d'affaire, Barney révèle à son ami qu'il a simulé sa propre mort pour attirer Ocelot hors de sa cachette et faire rouvrir le dossier. Ils échappent à l'explosion nucléaire et célèbrent avec l'équipe.

## Fiche technique
Sauf indication contraire, les informations mentionnées dans cette section peuvent être confirmées par les bases de données cinématographiques IMDb et Allociné,  présentes dans la section « Liens externes ».
- Titre original : The Expendables 4 (stylisé : Expend4bles)
- Titre français : Expendables 4
- Titre québécois : Les Sacrifiés 4 (stylisé : Les S4crifiés)
- Titre de travail : The Christmas Story
- Réalisation : Scott Waugh
- Scénario : Kurt Wimmer, Max D. Adams et Tad Daggerhart, d'après une histoire de Spenser Cohen (en), Kurt Wimmer et Tad Daggerhart, d'après les personnages créés par Dave Callaham
- Photographie : Tim Maurice-Jones
- Musique : Guillaume Roussel
- Direction artistique : Eliza Banzourkova, Biljana Jovanovic, Kira Kemble et Ivan Ranghelov
- Costumes : Neil McClean
- Production : Jeffrey Greenstein, Eda Kowan, Jonah Leach, Avi Lerner, Yariv Lerner, Gisella Marengo, Steven Paul, Jason Statham, Kevin King Templeton, Les Weldon et Jonathan Yunger
- Production déléguée : Christa Campbell, Michael S. Constable, Allen Dam, Boaz Davidson, Lati Grobman, Trevor Short et Robert Van Norden
- Sociétés de production : Campbell Grobman Films, Nu Image et Millenium Films
- Distribution : Lionsgate (États-Unis, Canada), Metropolitan Filmexport (France)
- Pays de production :  États-Unis
- Budget : 100 millions de dollars[1]
- Langue originale : anglais
- Genres : action
- Durée : 104 minutes[2]
- Dates de sortie :
  - États-Unis : 22 septembre 2023
  - France : 11 octobre 2023
- Classification :
  - États-Unis : R (interdit aux moins de 17 ans non accompagnées)
  - France : interdit aux moins de 12 ans

## Distribution
Sauf indication contraire, les informations mentionnées dans cette section peuvent être confirmées par les bases de données cinématographiques IMDb et Allociné,  présentes dans la section « Liens externes ».
- Jason Statham (VF : Boris Rehlinger ; VQ : Louis-Philippe Dandenault) : Lee Christmas
- Sylvester Stallone (VF : Alain Dorval ; VQ : Pierre Chagnon) : Barney Ross
- Curtis « 50 Cent » Jackson (VF : Daniel Lobé ; VQ : Fayolle Jean Jr.) : Easy Day
- Megan Fox (VF : Caroline Anglade ; VQ : Catherine Proulx-Lemay) : Gina
- Dolph Lundgren (VF : Luc Bernard ; VQ : Pierre Auger) : Gunnar Jensen
- Iko Uwais (VF : Pascal Nowak ; VQ : Adrien Bletton) : Suarto Rahmat
- Tony Jaa (VF : Alexandre Nguyen ; VQ : Hugolin Chevrette-Landesque) : Decha
- Randy Couture (VF : Serge Biavan ; VQ : Patrick Chouinard) : Toll Road
- Andy García (VF : Bernard Gabay ; VQ : Manuel Tadros) : l'agent Marsh de la CIA / Ocelot
- Levy Tran : Lash
- Jacob Scipio (VF : Benjamin Penamaria ; VQ : Gabriel Lessard) : Galan
- Sheila Shah : Mundy
- Lucy Newman-Williams : l'agent Russo
- Nicole Andrews (en) : Charlie
- Samuel Black (VF : Thierry D'Armor) : Randall

## Production

### Genèse et développement
En mars 2014, Pierce Brosnan révèle s'être mis d'accord — avant même la sortie du troisième volet — avec le producteur Avi Lerner pour apparaître dans Expendables 4. Le mois suivant, Sylvester Stallone révèle que son premier choix pour le rôle du méchant principal serait Jack Nicholson ou qu'il aimerait aussi Clint Eastwood,.
En décembre 2016, Sylvester Stallone annonce que ce quatrième opus sera le dernier de la saga, dont la sortie est alors envisagée pour 2018.
En mars 2017, on révèle que Sylvester Stallone aurait quitté le projet et la franchise, après des divergences artistiques sur le script et la direction prise par la franchise.
En janvier 2018, l'acteur-réalisateur annonce finalement son retour sur les réseaux sociaux, ce qui confirme le développement d'un quatrième film. Randy Couture confirme peu après son engagement. En juillet, le scénariste Gregory Poirier annonce sa participation au film. Le début du tournage est alors envisagé pour avril 2019, mais Sylvester Stallone annonce en juillet que le script est toujours en développement.
En avril 2020, il est annoncé que le script est finalisé. En août, la société de production Vértice Cine annonce sa participation au projet, aux côtés de Lionsgate et Millennium Films. Patrick Hughes, réalisateur du troisième film, est initialement annoncé sur ce film,. En novembre 2020, le président de Millennium Media, Jeffrey Greenstein, précise que le studio travaille toujours sur Expendables 4 malgré plusieurs reports en raison de la pandémie de Covid-19.
En août 2021, The Hollywood Reporter annonce que Scott Waugh remplace Patrick Hughes au poste de réalisateur. Il est précisé que Spenser Cohen a écrit la dernière version du script de Max Adams et John Joseph Connolly. Ce même mois, il est également annoncé qu'un film centré sur Lee Christmas, le personnage incarné dans les trois précédents films par Jason Statham, est en développement. Il est provisoirement intitulé A Christmas Story. Le tournage d'un film de la saga est évoqué pour octobre 2021.

### Attribution des rôles
En juin 2020, Jean-Claude Van Damme — interprète de Jean Vilain dans Expendables 2 : Unité spéciale — exprime son envie de revenir dans la franchise et présente l'idée du frère de son personnage, Claude, qui reviendrait se venger.
Fin août 2021, le projet est relancé avec l'arrivée de trois « recrues » : Megan Fox, 50 Cent et Tony Jaa. En septembre, il est annoncé qu'Andy García est choisi pour incarner un agent de liaison de la CIA. Fin octobre, il est annoncé que l'acteur indonésien Iko Uwais sera le méchant principal du film.
Présent dans les 3 premiers volets et alors que son nom revenait régulièrement pour un 4e film de la saga, Arnold Schwarzenegger met fin aux rumeurs en mai 2023, en indiquant qu'il en avait fini avec la saga.

### Tournage
Le tournage débute en octobre 2021. Il a lieu en Angleterre à Londres, en Bulgarie ainsi qu'en Grèce, à Thessalonique,,,.
Le 15 octobre, Sylvester Stallone termine ses scènes et annonce qu'il ne reviendra pas dans la franchise.
Des membres de l'armée grecque sont engagés comme figurants. Le tournage prend fin en décembre 2021.

## Sortie et accueil

### Critique
Le film reçoit des critiques globalement négatives dans la presse anglo-saxonne. Sur l’agrégateur de critiques Rotten Tomatoes, il n'obtient que 14% d'avis favorables pour 124 critiques et une note moyenne de 3,5⁄10. Le consensus suivant résume les critiques compilées par le site : « Le travail solide de Jason Statham et quelques décors à moitié décents ne suffisent pas à compenser l'action terne et les effets bon marché d’Expend4bles ». Sur Metacritic, qui utilise une moyenne pondérée, le film obtient une note de 30⁄100 pour 33 critiques.
Dans Variety, Owen Gleiberman écrit notamment « C'est une véritable poubelle du 21e siècle : un film dans lequel l'action elle-même est inutile ». Pointant du doigt la faiblesse des effets spéciaux, la critique du site Collider commente que le film « ressemble souvent plus à un jeu mobile qu'à un film », plusieurs critiques le comparent ainsi à Project X-traction du même réalisateur,. Simon Thompson du site IGN critique lui aussi les effets visuels : « les effets spéciaux, [...] semblent soit inachevés, soit tellement mauvais que c'est triste, [...] comme s'ils avaient été extraits du package graphique d'un jeu vidéo à petit budget du début des années 2000 ».

### Box-office
Le film sort le 22 septembre 2023 dans les salles américaines. Il réalise un très mauvais démarrage avec seulement 8,3 millions récoltés pour le premier week-end d'exploitation, alors dominé par La Nonne : La Malédiction de Sainte-Lucie. Ce 4e est bien loin des chiffres des volets précédents. Le premier volet, Expendables : Unité spéciale, avait enregistré 34 millions de dollars pour son premier week-end, alors que les suites avaient respectivement récoltés 28 et 15 millions. Face à ce mauvais démarrage, Lionsgate décide de diffuser le film directement sur les plateformes de streaming.
| Pays ou région     | Box-office      | Date d'arrêt du box-office | Nombre de semaines |
| ------------------ | --------------- | -------------------------- | ------------------ |
| France             | 327 756 entrées | -                          | -                  |
| États-Unis, Canada | 16 710 153 $    | 26 octobre 2023            | 5                  |
| Total mondial      | 37 917 985 $    | -                          | -                  |

## Distinctions
(en) Récompenses pour Expendables 4 sur l’Internet Movie Database. Le film reçoit sept nominations aux Razzie Awards 2024 :
- Razzie Awards 2024 (à venir) : pire film, pire réalisateur, pire actrice dans un second rôle, pire acteur dans un second rôle, pire couple à l'écran, pire préquelle, remake, reboot ou suite et pire scénario.

## Autour du film
C'est la dernière fois qu'Alain Dorval double Sylvester Stallone en version française dans un film (son dernier doublage sur l'acteur américain sera le documentaire Sly : Stallone par Stallone), avant son décès le 13 février 2024.
L'actrice Megan Fox remporte les deux prix de pire rôle féminin aux Razzie Awards en 2024 : celui de pire second rôle féminin pour ce film et pire actrice pour Johnny et Clyde.

### Projet de suite
En septembre 2023, quelques jours après la sortie du film Expendables 4 aux États-Unis, Les Weldon, producteur des 2e, 3e et 4e films de la saga, se dit intéressé pour travailler sur une suite avec les acteurs Tom Cruise et Keanu Reeves.
En janvier de l'année suivante, une interview de l'acteur Dolph Lundgren révèle que Sylvester Stallone serait en pourparler pour reprendre en main la saga qu'il a fondée et réaliser un Expendables 5 malgré avoir annoncé qu'il quittait la franchise et malgré le résultat décevant au box-office du quatrième opus.